# Hyophiladelphus agrarius
Hyophiladelphus agrarius är en bladmossart som beskrevs av Robert Zander 1995. Hyophiladelphus agrarius ingår i släktet Hyophiladelphus och familjen Pottiaceae. Inga underarter finns listade i Catalogue of Life.